# アマガエル属
アマガエル属（アマガエルぞく、Dryophytes）は、両生綱無尾目アマガエル科に属する属。主に北米に生息しているが、本属には東アジアに生息する3種も含まれる。

## 説明
アマガエル属は、通常緑色または灰色の樹上に生息する小型のカエルである。指先には、木などの表面に張り付くのに役立つ拡大した吸盤がある。

## 生息地
これらのカエルは、生息域全体の湿地帯だけでなく、温帯林の地上と樹上に生息している。

## 分類
本属は1843年にレオポルト・フィッツィンガーによって初めて記載された。その後、1882年にジョージ・アルバート・ブーレンジャーによって、このカエルはツリーフロッグであるヨーロッパアマガエル属に分類された。マーティン・J・フーケット・ジュニアとアラン・デュボアは2014年に、 アマガエル属をヨーロッパアマガエル属の亜属とした。アマガエル属は、2016年にウィリアム・E・デュエルマンらによって独立した属として復活した。
アマガエル属とヨーロッパアマガエル属を区別するのは形態学的な違いではなく、地理的な違いのみである。ヨーロッパアマガエル属は旧世界にのみ生息しているが、アマガエル属は新世界に分布している。ほとんどの種は北アメリカに生息しているが、Dryophytes immaculatus、ニホンアマガエル、Dryophytes flaviventris、Dryophytes suweonensis の4種は東アジアの温帯に生息している。

## 種
アマガエル属には20種が含まれる。

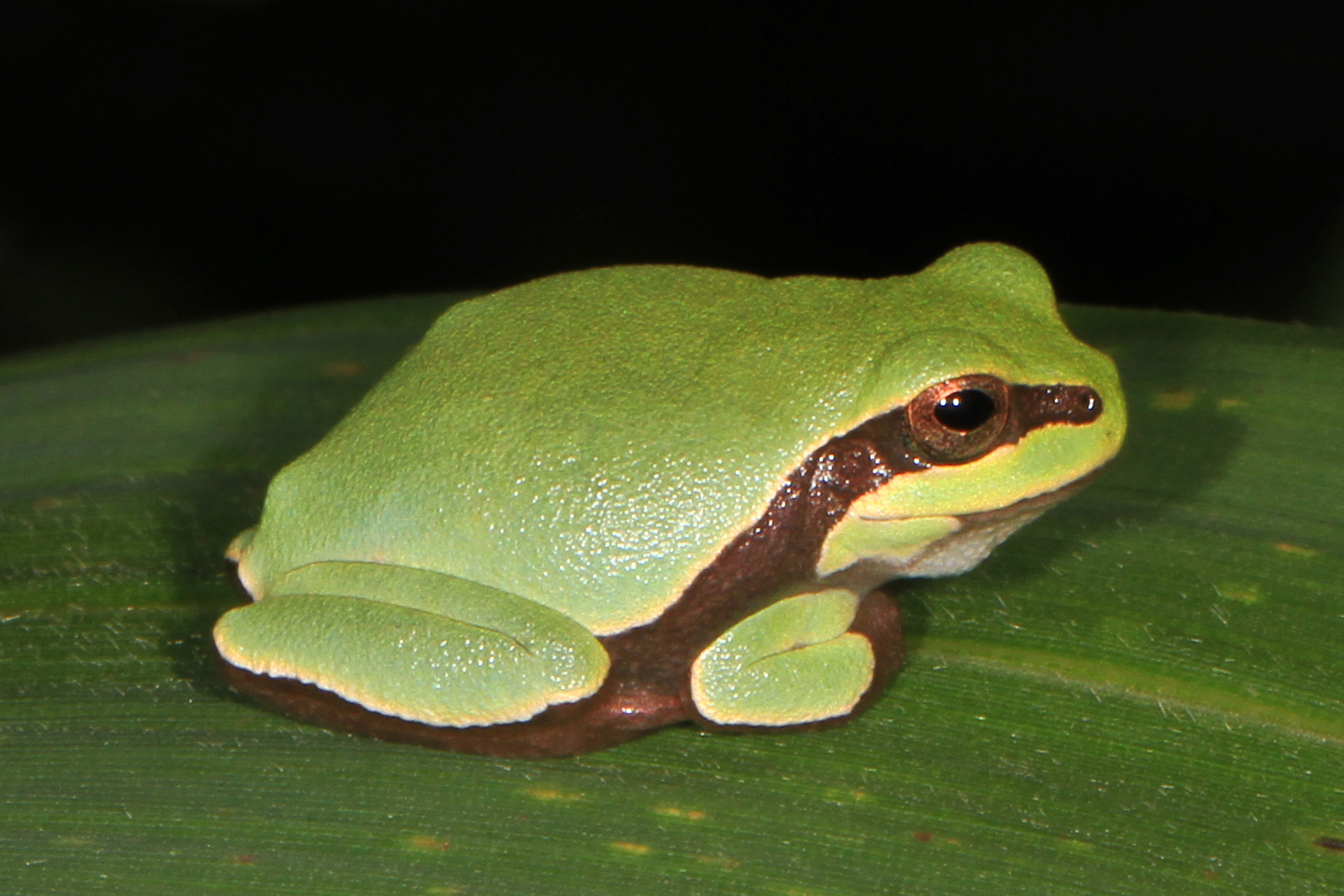
Pine Barrens treefrog (Dryophytes andersonii)

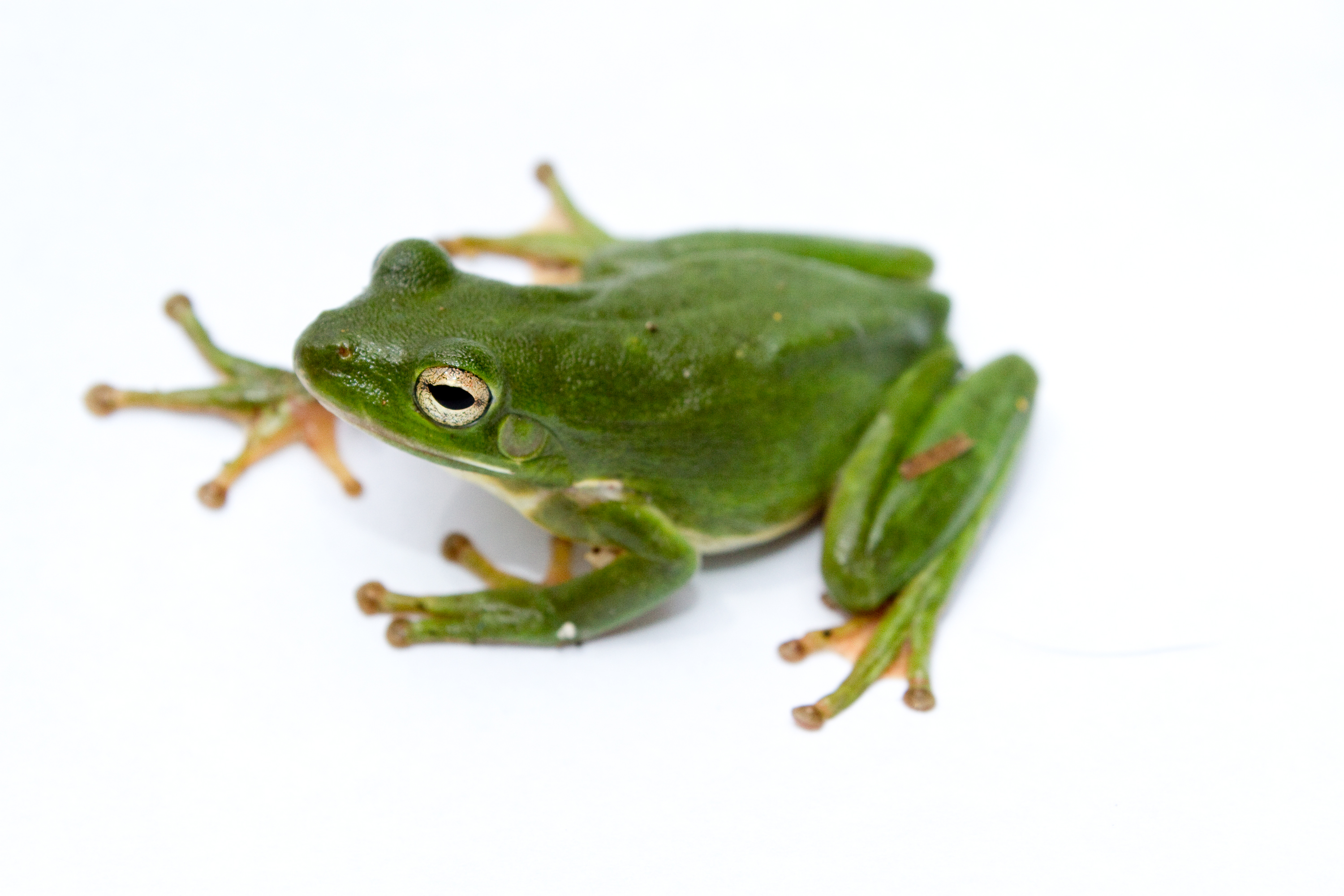
American green treefrog (Dryophytes cinereus)

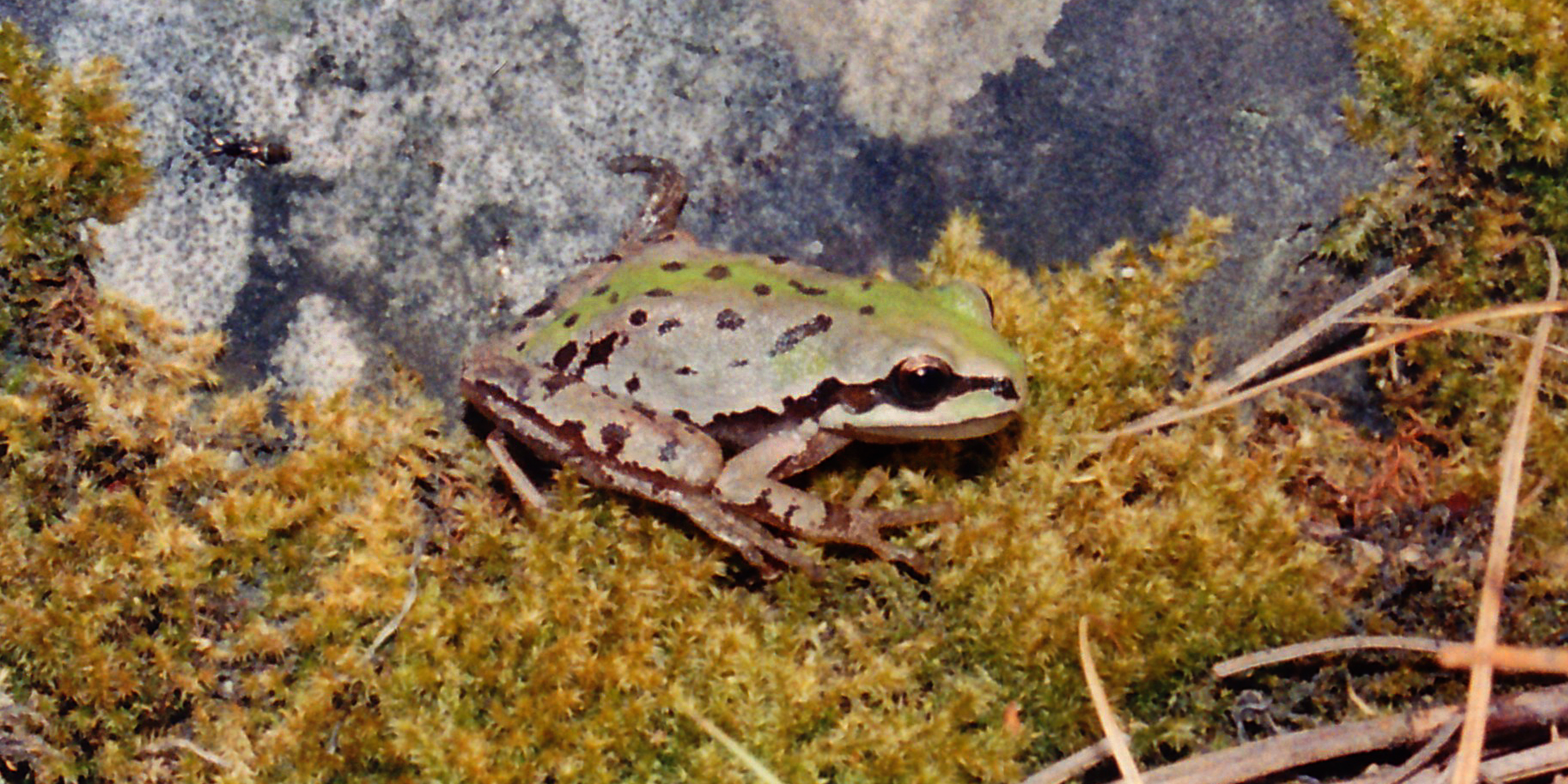
Mountain Treefrog, (Dryophytes eximius), Municipality of Gómez Farías, Tamaulipas, Mexico (27 May 2005).

- Dryophytes chrysoscelis　コープハイイロアマガエル　Cope's gray tree frog
- Dryophytes japonicus　ニホンアマガエル　Japanese tree frog
- Dryophytes leopardus ヒガシニホンアマガエル
- Dryophytes squirella　リスアマガエル　Squirrel tree frog
- Dryophytes versicolor　ハイイロアマガエル　Gray tree frog